# Gorontalo (província)
La província de Gorontalo (en gorontalès Hulontalo) és una província d'Indonèsia. Està localitzada a la Península de Minahasa. Fins la seva inauguració com a província independent el 5 de desembre del 2000 formava part de la província de les Cèlebes Septentrional (Sulawesi Septentrional). El seu territori és fronterer amb la província de les Cèlebes Septentrional a l'est i amb la província de Cèlebes Central a l'oest; també limita amb Filipines al mar de Cèlebes, al nord; i el golf de Tomini constitueix el seu límit meridional. La ciutat de Gorontalo és la seva capital i la ciutat més poblada.
La província cobreix una superfície total de 12.025.15 km2 i una població de 1.171.681 habitants (cens de 2020); dels quals 611.780 són homes i 601.400, dones. Té una densitat de població de 100,887 habitants per quilòmetre quadrat.

## Etimologia
El mot Gorontalo prové de la paraula Hulontalo del gorontalès. Hulontalo diriva d'Hulontalangi, paraula que denomina un dels regnes de Gorontalo. A més a més, hi ha moltes versions sobre l'origen del nom:
1. Gorontalo prové de la paraula "Hulontalangi" que significa "Vall dels nobles". Hulontalangi prové de dues síl·labes: "Huluntu" (vall) i "Langi" (noble).
2. Gorontalo prové de la paraula "Hulontalangi" que significa "Terra Inundada".
3. Gorontalo prové de la paraula "Huidu Tololu" que significa "Tres montanyes". Hi ha el mite que a la zona hi havia 3 montanyes.
4. Gorontalo prové de la paraula "Pogulatalo" que significa "Lloc d'espera".
5. Gorontalo prové de la paraula "Hulontalo" que els col·lonitzadors neerlandesos pronunciaven com hulontalo o gorontalo.

Els gorontalesos algunes vegades es refereixen a si mateixos com hulandalo o hulantalos, que és un terme que s'utilitza també al nord de les Cèlebes.

## Geografia
Gorontalo està situada a la península septentrional de l'illa Cèlebes, coneguda com a Península Minahasa. Té una superfície de 12.025,15 km2. Al nord i al sud de la província hi ha el Mar de Cèlebes i el Golf de Tomini respectivament. Fins al 2000 la província formava part de la província de Cèlebes Septentrional que està al seu est. A la frontera occidental limita amb la província Celebes Central.
Topogràficament, és relativament baixa i té espais entre els 0 i els 2.400 metres sobre el nivell del mar. Té més de 590 km de costa. La seva superfície marítima, que arriba fins a la frontera amb Filipines, al nord, té 50.500 km2. Inclou algunes illes petites tant al nord, de les quals 67 s'han identificat amb un nom.
La seva superfície terrestre és montanyosa. Té moltes montanyes de diferents alçades. La montanya Tabongo és la més alta de la província.
Molts rius travessen la província. El més llarg és el riu Paguyaman, que té una llargada de 99,3 km. El riu Bolontio és el més curt (5,3 km).
Estant en un territori peninsular proper a l'equador, la província gaudeix de temperatures altes. Al setembre hi ha la temperatura mínima anual (22,8°C), mentre que a l'octubre hi ha la temperatura màxima anual (33.5°C). El 2013 la temperatura mitjana va ser de 27 °C.

## Demografia i població
El 2020 la província de Gorontalo té 1.171.681 habitants (591.349 homes i 580.332 dones). Entre el 2011 i el 2013 el percentatge de creixement de la població és de l'1,67% anual. La Regència de Gorontalo és la més poblada i la Regència de Gorontalo Septentrional és la que ho és menys.
L'evolució de la població és la següent:
| Any  | Població  | Variació anual |
| ---- | --------- | -------------- |
| 1871 | 490.521   |                |
| 1980 | 600.323   | + 22,4%        |
| 1990 | 715.508   | + 19,2%        |
| 2000 | 835.044   | + 16,7%        |
| 2010 | 1.040.164 | + 24,6%        |
| 2020 | 1.171.681 | + 12,6%        |

### Etnicitat
Els gorontalosos conformen el grup humà més nombrós de la província. Aquests viuen des de Cèlebes Septentrional fins a Cèlebes Central. S'estima que hi ha més d'un milion de gorontalosos. Aquests estan dividits en subgrups anomenats "Pohala'a" (famílies). A l'actualitat molts gorontalosos han emigrat a altres llocs del país i més enllà per raons econòmiques i d'estudis.
Els badjao són nòmades originaris de Mindanao que viuen en poblats costanes de la província. Parlen llengües sama-bajaw que no són intel·ligibles amb el gorontalo. La majoria dels badjao treballen en la pesca.
A la província hi ha altres grups humans, sobretot immigrants d'altres parts del país, com javanesos i bugis. La majoria han migrat degut al programa de transmigració de l'època colonial que va ser abolit el 2015 pel govern indonesi.

### Religió
Religió a Gorontalo (2022)
L'islam és la religió majoritària a la província. Segons l'estimació de la població de 2021, el 98% dels seus habitants es consideren musulmans. Aquesta fe va penetrar a Gorontalo al segle XV des de Ternate ii Bone. El 1495 es va construir la mesquita Hunto Sultà Amai. Ho va fer el Sulta Amai de Gorontalo.
Els cristians conformen el segon grup religiós de Gorontalo (2% del total). La majoria són immigrants de Cèlebes Septentrional i altres zones del país. A gorontalo hi ha diverses esglésies, la majoria a la capital.
També hi ha seguidors d'altres fes com l'hinduisme i el budisme, la majoria dels quals són immigrants d'altres parts del país.

### Llengües
L'indonesi és la llengua oficial de la província i del país. Els signes viaris i els documents oficials del govern estan escrits en aquesta llengua. Tot i això, la llengua més parlada és el gorontalo  A banda, també hi ha altres llengües semblants que són considerades pels lingüistes dialectes seus: el suwawa, l'atinggola, el limboto, el kwandang, el tilamuta i el sumawata. El gorontalo es va expandir degut a la influència del Regne de Gorontalo. Els membres de la comunitat Atinggola, que habiten a la costa nord de la província parlen aquesta llengua.
A l'actualitat l'idioma gorontalo està en procès d'assimilació amb el malai minahasa, que també és parlat per gran part de les persones de la província. En termes lingüístics, està relacionat amb llengües de Cèlebes Septentrional i Filipines. Les  llengües filipines pròximes són el tagal, el  cebuà, l'ilongo, el bikol i el Waray-waray. A l'actualitat, els Gorontalo s'esecriu en l'alfabet llatí. Tot i això, l'ús d'aquesta llengua és limitat, ja que l'educació, els mitjans de comunicació i els documents utilitzen l'indonesi com a llengua oficial. A més, el gorontalo està sota pressió de l'idioma indonesi, sobretot a les ciutats. Segons l'ethnologue, el gorontalo i el suwawa estan en perill d'extinció, tot i que la primera és parlada per prop d'un milió de persones.
S'han fet algunes accions per a preservar les llengües regionals com l'edició de diccionaris indonesi-gorontalo, indonesi-suwawa i indonesi atinggola. El Ministeri d'Afers religiosos també ha publicat l'Alcorà en gorontalo. A més a més, s'han editat materials escolars. Històricament, el gorontalo s'havia escrit en l'alfabet pegon, basat en l'àrab.

## Política i administració

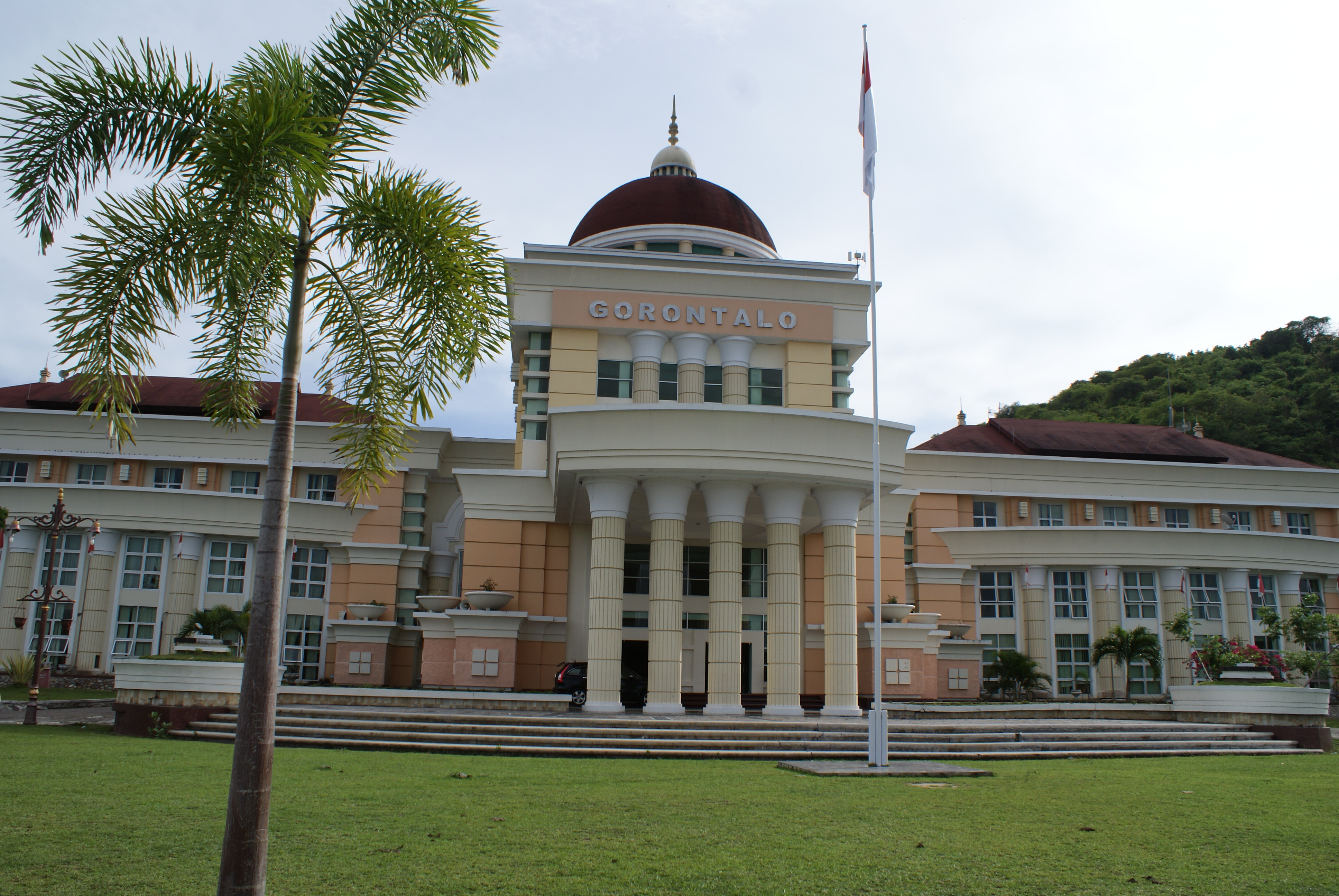
Palau del Governador de la província de Gorontalo (2010)

L'administració de la província està governada pel governador (enindonesi, gubernur) i el vice-governador (en indonesi, wakil gubernur). Aquests són elegits de manera directa pels ciutadans.

### Govern i divisions administratives
La província està dividida en cinc regències (en indonesi, Kabupaten) i una ciutat (en indonesi, Kota). El 2000, quan es va establir la província, només tenia 2 regències (de Gorontalo i de Boalemo), a banda de la ciutat capital. El 2003 es creen les regències de Pohuwato i de Bone Bolango i el 2 de gener de 2007 es crea la regència de Gorontalo Septentrional.
El 2023 la província disposa de 77 districtes (kecamatan) que inclouen 734 pobles (rurals, desa i urbans, kelurahan).
La taula de continuació mostra la llista de la població de les regències i la ciutat de la província segons els censos de 2010 i 2020 i les estimacions de 2023.
| Kode Wilayah | Nom de la ciutat o Regència                           | Seu de la regència | Est. | Establerta per l'estatut | Superfície en km2 | Pob cens 2010 | Pob cen 2020 | Pob estimada 2023 | HDI 2014 estimació |
| ------------ | ----------------------------------------------------- | ------------------ | ---- | ------------------------ | ----------------- | ------------- | ------------ | ----------------- | ------------------ |
| 75.02        | Regència de Boalemo                                   | Tilamuta           | 1999 | UU 50/1999               | 1.830,87          | 129.253       | 145.868      | 151.337           | 0.621 (Mitjà)      |
| 75.01        | Regència de Gorontalo                                 | Limboto            | 1959 | UU 29/1959               | 2.189,08          | 355.988       | 393.107      | 418,244           | 0.629 (Mitjà)      |
| 75.04        | Regència de Pohuwato                                  | Marisa             | 2003 | UU 6/2003                | 4.244,31          | 128.748       | 146.432      | 160.187           | 0.617 (Mitjà)      |
| 75.03        | Regència de Bone Bolango                              | Suwawa             | 2003 | UU 6/2003                | 1.915,44          | 141.915       | 162.778      | 172.301           | 0.660 (Mitjà)      |
| 75.05        | Regència de Gorontalo Septentrional (Gorontalo Utara) | Kwandang           | 2007 | UU 11/2007               | 1.777,02          | 104.133       | 124.957      | 130.400           | 0.619 (Mitjà)      |
| 75.71        | Gorontalo Ciutat                                      |                    | 1959 | UU 50/1959               | 70,93             | 180.127       | 198.539      | 205.390           | 0.749 (Alt)        |

La província actual és un dels 84 districtes electorals nacionals que elegeixen membres de l'Assemblea Consultiva del Poble (poder legislatiu d'Indonèsia). El districte electoral de Gorontalo elegeix 3 membres de l'assemblea.

### Consell Representatiu Regional de Gorontalo
El consell representatiu regional de Gorontalo(en indonesi, Dewan Perwakilan Rakyat Daerah Gorontalo) és una assemblea regional que fa les lleis de la província i organitza el govern provincial. El Consell té un total de 42 representants dels ciutadans. En les eleccions de 2015 van sortir elegits 10 representants del partit Golkar; 6 del Partit Nacional Mandate i del Indonesian Democratic Party of Struggle; 5 del People's Conscience Party i del Prosperous Justice Party; 4 de l'United Development Party i del Partit Democràtic i 1 del National Awakening Party i del Great Indonesia Movement Party. 30 d'aquests representants eren homes i 12, dones.

### Representants del Consell representatiu i del Consell representatiu regional

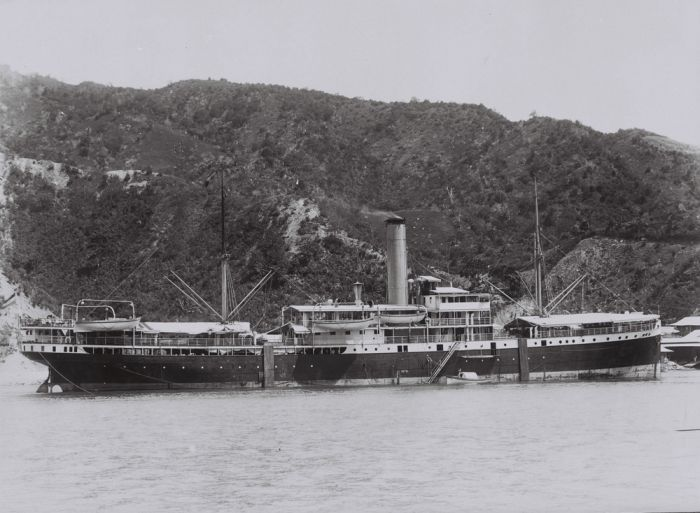
Vaixell holandès al Port de Gorontalo entre 1900 i 1940

## Economia

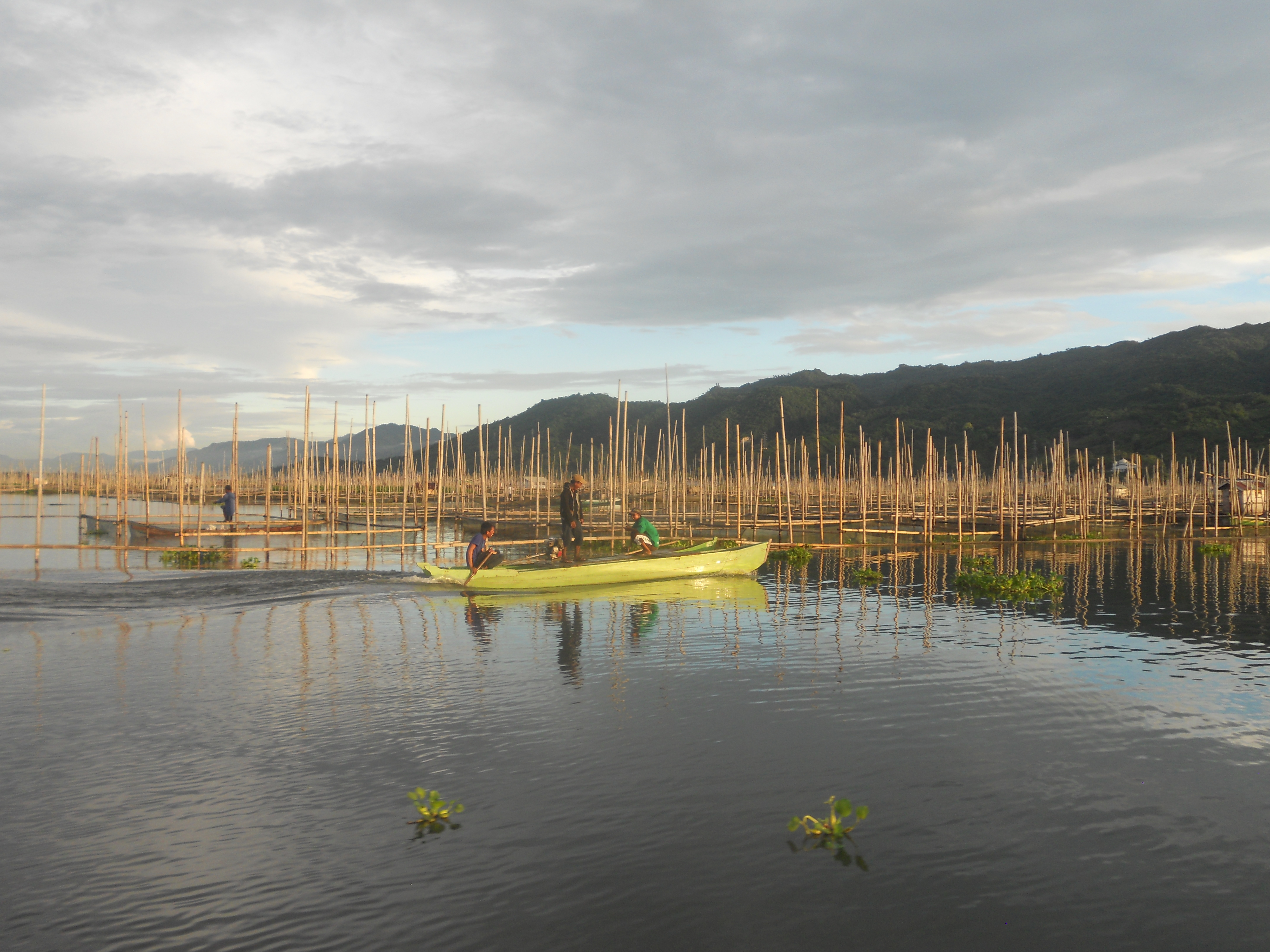
Barques de pesca al llac Limboto, Gorontalo. La pesca és una de les fonts econòmiques més importants de la província

Gorontalo està situada a les rutes comercials des dels temps antics. Té una situació geogràfica estratègia perquè les rutes comercials l'enllaçen directament amb països com Filipines, Malàisia, Hong Kong, Taiwan, Japó i Corea del Sud. A més a més, el port és una de les portes de les rutes comercials d'Amèrica a la regió de l'Àsia-Pacífic. El govern indonesi considera que Gorontalo és la columna vertebral de la regió oriental del país.
La província és una de les menys desenvolupades del país. El seu índex de desenvolupamenet humà és del 0,670 (2017). Ocupa la posició 28 de 34 províncies. Sovint pateix talls elèctrics i manca d'aigua. El govern hi ha implementat projectes de construcció d'infrestructures viàries, elèctriques i de distribució d'aigua.
El territori marítim de Gorontalo inclou una Zona Exclusiva Econòmica al mar de Cèlebes.

Retrat de Monoarfa, Radja (rei) de Gorontalo

## Història
Gorontalo ha estat un centre de divulgació de l'Islam a l'Indonèsia Oriental des de l'època pre-colonial. També ha estat la seu de diversos regnes independents. A principis del segle XVII els neeerlandesos van arribar a la regió i la van anexionat a les Índies Orientals Neerlandeses. La província va ser ocupada per un curt periode pels japonesos durant la Segona Guerra Mundial.
Durant la independència d'Indonèsia, Gorontalo és incorporada a la província de Cèlebes Septentrional. Després de la caiguda de Suharto es decideix que esdevingui una província independent el 5 de desembre de 2000.

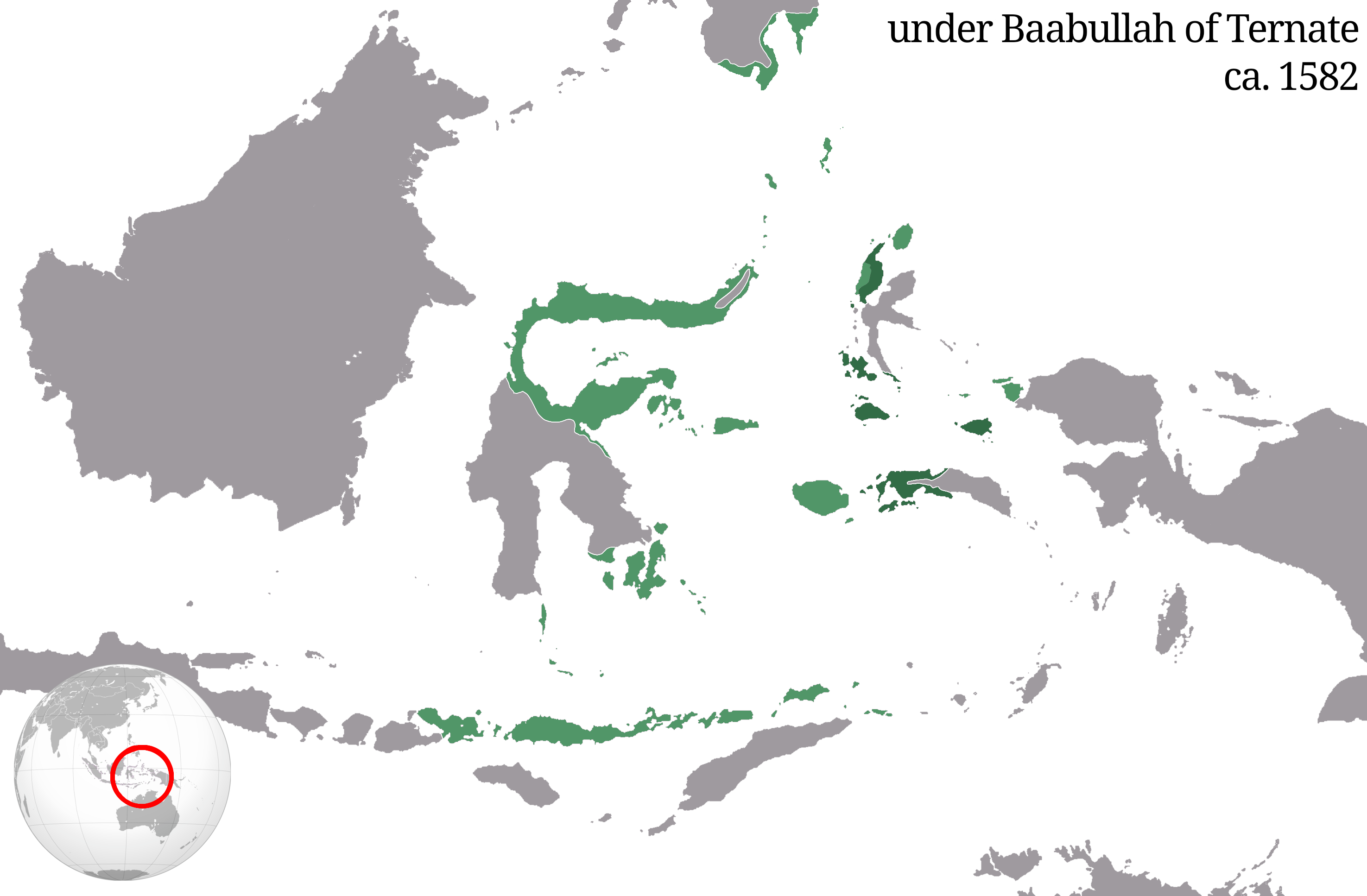
Màxima extensió del Sultanat de Ternate el 1570

### Època precolonial
S'han trobat restes arqueològiques d'èpoc prehistòrica a la regió. El lloc d'Oluhuta és un jaciment arqueològic prehistòric on hi ha sepultures. Això és una evidència que la zona ha estat poblada per humans des de temps molt pretèrits.
El regne de Suwawa està documentat des del segle VIII, i s'ha descobert la tomba del seu rei Moluadu amb la seva dona i el seu fill.
La ciutat de Gorontalo és una de les més antiques de Cèlebes juntament amb Makassar i Manado. Aquesta ha estat un punt de divulgació de l'Islam a la part oriental d'Indonèsia.
Abans del període colonial, a la regió hi havia diversos regnes units en una tipus de regnat anomenat "Pohala'a". Existien els pohala'a: Gorontalo, Limboto, Suwawa, Bolango i Atinggola.
Segons Vollenghoven, la península de Gorontalo inclou 19 zones indígenes.

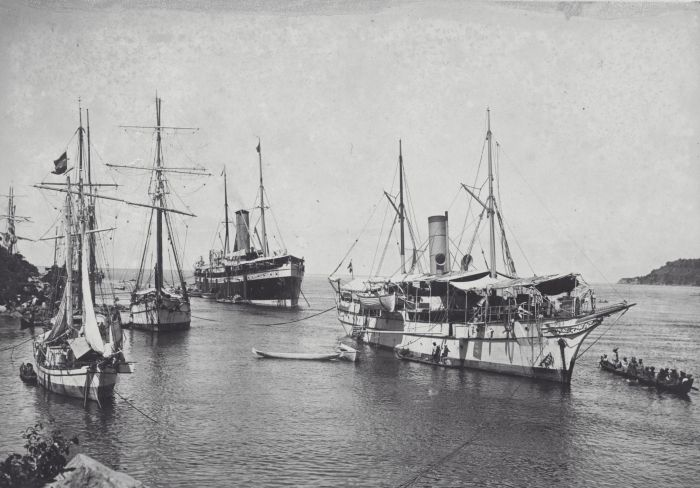
Vaixells neerlandesos a Gorontalo

### Època colonial

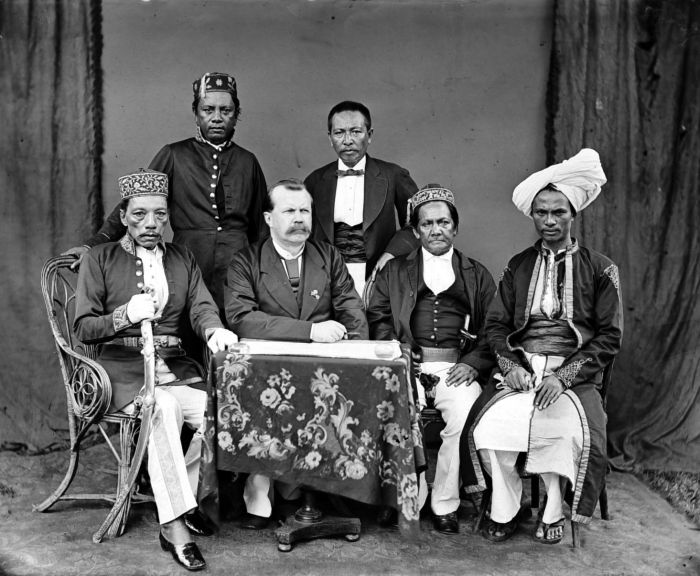
Notables gorontalesos i el diputat regent holandès regent de Gorontalo. L'imperi neerlandès ocupà la província durant, almenys, tres segles.

En el segle XVI els occidentals comencen a arribar a la zona interessats per les espècies de les illes Moluques. Els portuguesos són els primers que naveguen desde Malaca a Gresik, Java Oriental i a les Moluques. Els castellans hi arriben a partir de 1521.
Els neerlandesos arriben a Banten el 1596 cercant obtenir espècies. El 1607 arriben la Península de Minahasa amb l'aprovació del sultà de Ternate perquè expulsessin els castellans que estaven intentant cristianitzar les poblacions locals.
A partir del 1678, el nord de les Cèlebes passen a esdevenir part de la Companyia Neerlandesa de les Índies Orientals (VOC), amb capital a Ternate.
Gorontalo era important pel VOC perquè produïa aliments com arròs, xocolata i coco, a banda de tenir mines d'or. Per això la VOC hi va establir un centre comercial que va permetre iniciar els contactes comercials dels neerlandesos amb els regnes Gorontalesos.

### Ocupació japonesa i independència

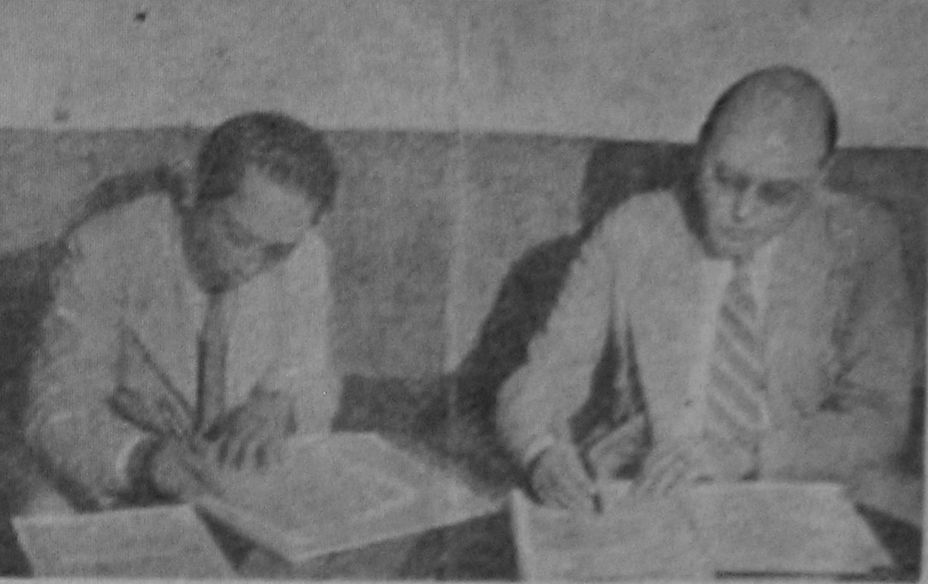
El sultà Sjahrir i Wim Shermerhorn signen l'Acord de Linggadjati, que significa la independència d'Indonèsia Oriental l'11 de novembre de 1946

Durant la Segona Guerra Mundial l'Imperi japonès va ocupar Gorontalo i posen fí a l'imperi colonial neerlandes oriental. Els Aliats de la Segona Guerra Mundial van bombardejar la regió, causant baixes civils.
El 23 de gener de 1942 el Moviment Independentista Gorontalès, encapçalat per Nani Wartabone, declarà la soberania abans de la Independència d'Indonèsia. Gorontalo va gaudir d'autogovern durant dos anys. Això va inspirar altres moviments independentistes a Cèlebes i l'arxipèlag indonesi. Tot i això, els japonesos van oposar-se de manera brutal al moviment soberanista i van arrestar i torturar mots nacionalistes. Wartabone, posteriorment, fou declarat com Heroi Nacional d'Indonèsia.
Després de la rendició del Japó (1945) els neerlandesos tornen a assumir el control de Gorontalo. Això comporta la Revolució Nacional Indonèsia. Gorontalo s'incorpora a l'estat d'Indonèsia Oriental (1946) que, el desembre de 1949 passa a formar part dels Estats Units d'Indonèsia.
El 1950 Gorontalo esdevé part de la província de Cèlebes Septentrional de la República d'Indonèsia.
El 1957 hi ha una revolta a Manado, capital de Cèlebes Septentrional. Però els líders de Gorontalo donen suport al govern central.
El 2000 la ciutat de Gorontalo i dues regències, que tenien la majoria de la població islàmica, es separen de Cèlebes Septentrional i creen la nova província de Gorontalo.

## Cultura i antropologia

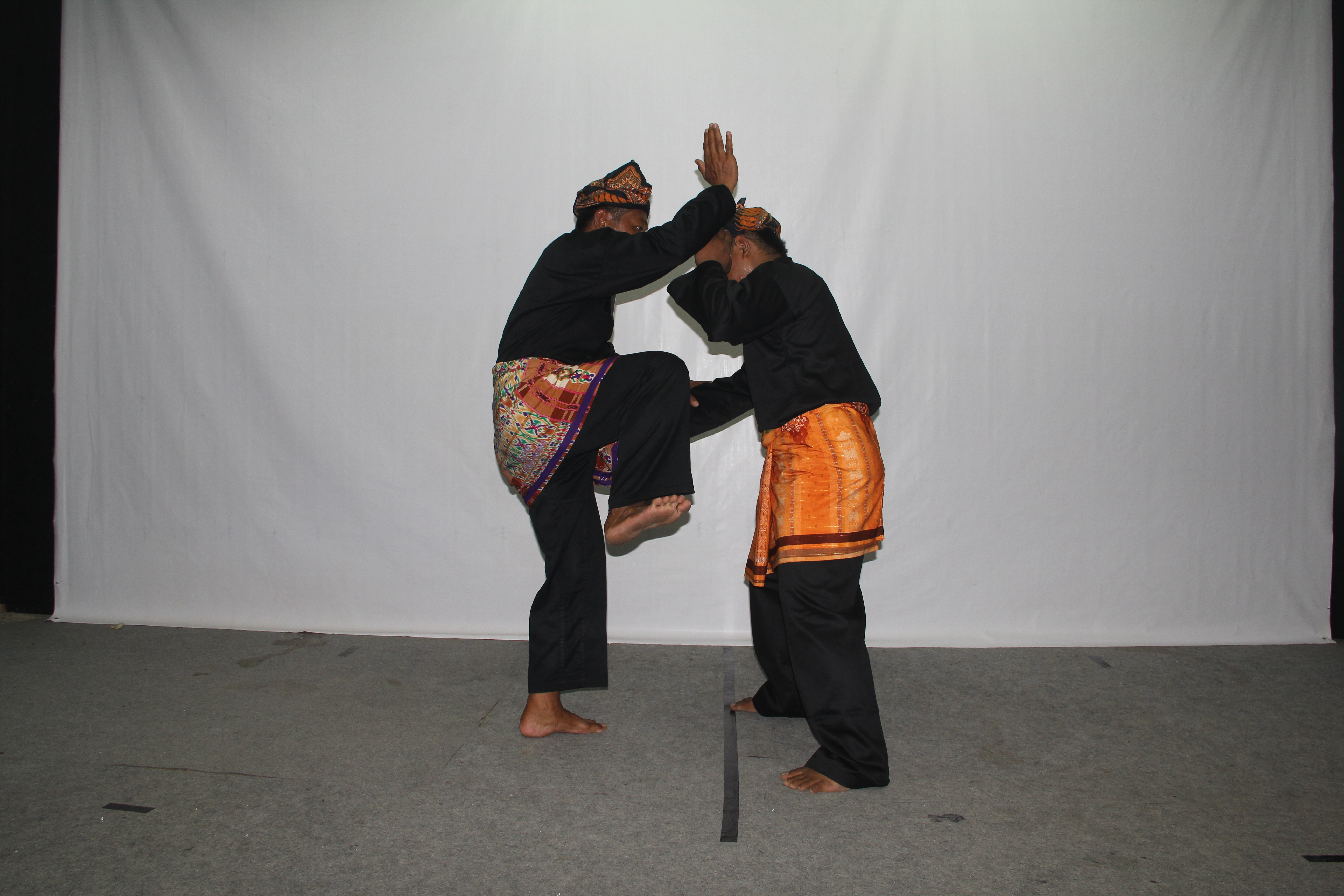
Gorontalesos practicant el Langga, una art marcial tradicional

Gorontalo té una cultura pròpia que inclou cuina típica, cases tradicionals i artesania en metalls o cistelleria feta amb ratan anomenada karanjui upiya. Els gorontalesos també tenen tradicions i cerimònies pròpies. Per exemple, el Momuo Oayuva, és una rite per obrir camps de cultius nous; i el mopoahuta és un ritual per a fertilitzar el sòl.

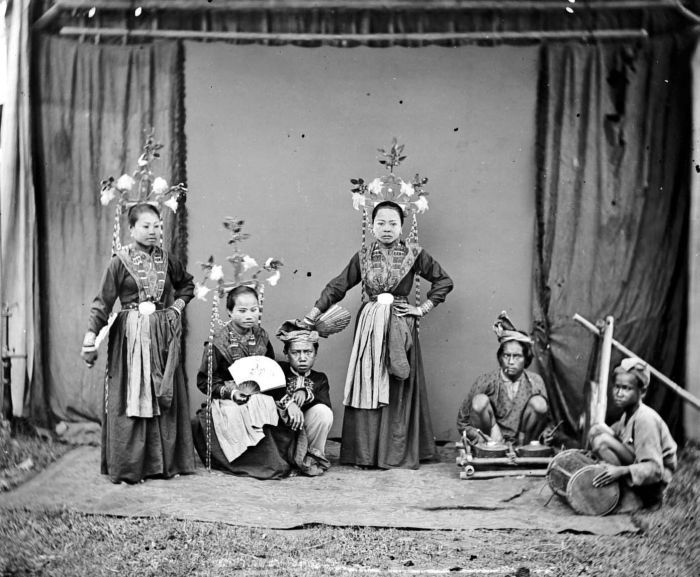
Tandako, una dança tradicional gorontalesa

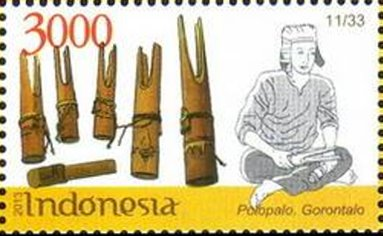
Segell Polopalo Gorontalo

Els gorontalesos tenen un sistema de parentiu anomenat pohala'a. Aquest és hereu dels regnes antics de la zona. A Gorontalo hi ha cinc pohala'a: Gorontalo, Limboto, Suwawa, Bualemo i Atinggola.

### Cases tradicionals
Gorontalo té diversos tipus de cases tradicionals. Dulohupa (a Gorontalo ciutat) i Bandayo Poboide (a Limboto) en són dos exemples.

#### Dulohupa
En gorontalès, "dulohupa" ignifica "consens". Aquest és el nom que reben les cases tradicionals tradicionals que servien per deliberar durant els antics regnes gorontalos. El dulohupa també és l'edifici on es fan els judicis contra els ciutadans. S'hi celebren judicis segons la llei militar, la llei islàmica i la llei pròpia, basada en el costum.
A nivell arquitectònic, la casa dulohupa té un disseny particular. Està suportada per pilars gravats. L'interior no està dividit en habitacions, sinó que és una gran estança. Aquesta s'utilitza per fer-hi casaments tradicionals o altres activitats col·lectives.

#### Bandayo Poboide
La paraula "bandayo" significa edifici i "poboide", consulta. El Bandayo Pamboide és una casa tradicional utilitzada com a lloc de trobada i teatre tradicional. És l'edifici on s'hi feien les deliberacions i també era utilitzat com a palau del rei i centre de govern. A l'actualitat el Bandayo Poboide és una casa tradicional on s'hi preserva i s'hi desenvolupa la cultura i l'art gorontalesa.

Gorontalès tradicional del segle XIX

### Artesania
Els gorontalesos tenen vestuari i accessoris tradicionals. Les seves artesanies pròpies són:
- Upiya Karanji o songkok. Gorra típica utilitzada a Brunei, Indonèsia, Malàsia, Singapur, comú entre els homes musulmans.
- Sulaman Karawo o Sulaman Kerawang. Brodats únics de Gorontalo.
- Bàtik de Gorontalo, que té dissenys i patrons propis.

### Arts marcials
El "Langga" (o silat de Gorontalo) és l'art marcial tradicional de Gorontalo.

## Turisme
Gran part de la província és montanyosa. Els boscos i montanyes de Gorontalo són la llar d'una flora i una fauna pròpia. Entre les seves animals, hi destaquen: els ocells anomenats talègol maleo, els ous dels quals són més grans que ells mateixos; i els tarsius, els primats més petits del món.
La costa meridional de la província és el Golf de Tomini. Conté moltes illes menudes no poblades. La badia de Tomini, creuada per l'equador, està habitada per moltes espècies marítimes. Això la converteix en un paradís pels bucejadors.
Entre els seus atractius turístics destaquen:

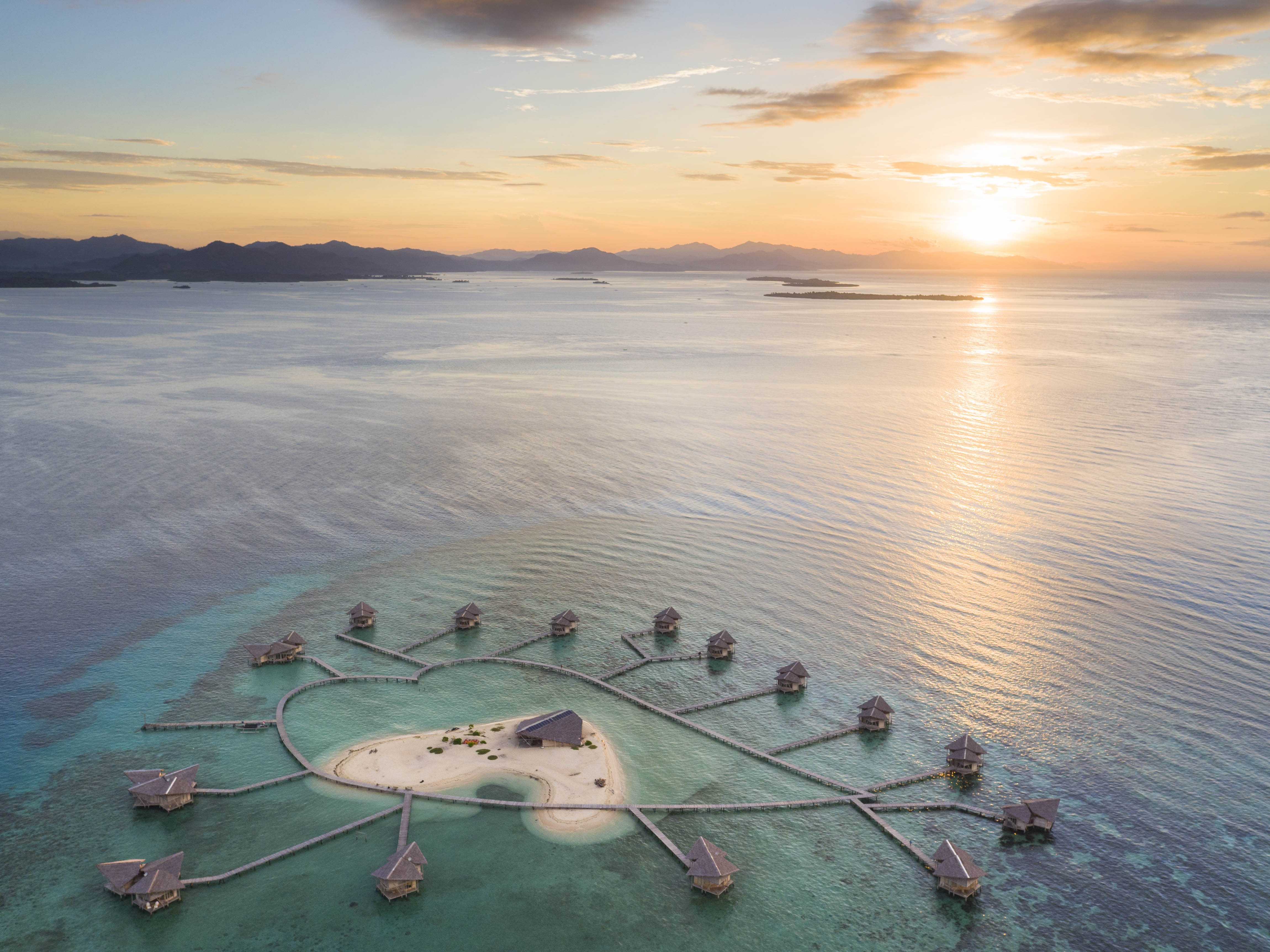
Pulocinta

- PulocintaPulo Cinta, o "Illes de l'Amor". A la regència de Boalemo. Illes amb molts resorts flotants.[32]
- Illa de Saronde a Kwandang, al nord de la província. Un dels principals resorts internacionals de la província. En destaquen les seves illes de sorra, aigua clara i esculls de corall. A prop hi té les illes de Bogisa, Mohinggito i Lampu.[33]
- Parc Marítim Olele, a la regència Bone Bolango. Paraís dels bucejadors. S'hi troba l'esponja Salvador Dalí.[34]
- El Fort Otanaha, llegat de l'expansió portuguesa. El Fort Otanaha era utilitzat pels reis de Gorontalo per a defensar-se. Des del fort s'hi veu el llac Limboto.
- El llac Limboto, a la regència de Gorontalo té una superfície d'unes 3000 hectàries. És l'estuari de cinc rius.
- Botubarani, poble de la regència de Bone Bolango on s'hi poden observar tiburons blancs entre l'abril i el juliol.[35]
- Poblat tradicoinal Torosiaje, habitat pel poble bajo.
- Bosc de Nantu. Selva de 31.172 hectàries situat al poble de Mahiolo. És de transició asiàtico-australiana.
- Termes de Lombongo a Suwawa.